# Rick Moseley
Rick Moseley (ur. 3 września 1970 r.) – amerykański narciarz, specjalista narciarstwa dowolnego. Nigdy nie startował mistrzostwach świata ani na igrzyskach olimpijskich. Najlepsze wyniki w Pucharze Świata osiągnął w sezonie 1993/1994, kiedy to zajął 45. miejsce w klasyfikacji generalnej, a w klasyfikacji kombinacji był czwarty.
W 1994 r. zakończył karierę.

## Sukcesy

### Miejsca w klasyfikacji generalnej
- 1992/1993 – 60.
- 1993/1994 – 45.

### Miejsca na podium
1. Whistler Blackcomb – 9 stycznia 1994 (Skoki akrobatyczne) – 3. miejsce
2. Le Relais – 30 stycznia 1994 (Skoki akrobatyczne) – 3. miejsce
3. La Clusaz – 4 lutego 1994 (Skoki akrobatyczne) – 3. miejsce

- W sumie 3 trzecie miejsca.